# Carso Terrano
Il Carso Terrano (Sloveno: teran) è un vino DOC la cui produzione è consentita nella provincia di Trieste e nella parte di Carso di quella di Gorizia. Il vino viene prodotto anche nella vicina Slovenia, nei comuni di Castagnevizza, Comeno e Sesana.

## Caratteristiche organolettiche
- colore: rubino intenso.
- odore: vinoso, profumo caratteristico
- sapore: asciutto, gradevole acidulo, di corpo.

## Abbinamenti consigliati
- Affettati e formaggi
- Goulash alla triestina

## Produzione
Provincia, stagione, volume in ettolitri
- Trieste  (1990/91)  365,32
- Trieste  (1991/92)  309,05
- Trieste  (1992/93)  417,3
- Trieste  (1993/94)  366,92
- Trieste  (1994/95)  245,32
- Trieste  (1995/96)  252,01
- Trieste  (1996/97)  319,22